# Elterliche Sorge (Deutschland)
Elterliche Sorge ist ein Rechtsbegriff im deutschen Familienrecht. Er wurde in der Bundesrepublik Deutschland 1980 mit der Reform der elterlichen Sorge eingeführt. Vorher benutzte das Gesetz den Begriff „elterliche Gewalt“. Umgangssprachlich wird heute kurz vom Sorgerecht gesprochen.
Die nähere Ausgestaltung des Rechts der elterlichen Sorge ist im Bürgerlichen Gesetzbuch (BGB) in den §§ 1626 bis 1698b geregelt. Die elterliche Sorge umfasst die Sorge bzw. Fürsorge für die Person des Kindes (Personensorge) und das Vermögen des Kindes (Vermögenssorge) (§ 1626 Abs. 1 Satz 2 BGB). Diese sogenannte einfachgesetzliche Ausgestaltung des Rechts der elterlichen Sorge gründet sich auf das verfassungsrechtlich verankerte Elternrecht des Art. 6 Abs. 2 Satz 1 GG.

## Inhaber der elterlichen Sorge
Inhaber der elterlichen Sorge sind die Eltern. Das bürgerliche Recht unterscheidet hinsichtlich der Ausübung des elterlichen Sorgerechts zwischen Kindern, deren Eltern bei der Geburt verheiratet sind, und Kindern, deren Eltern bei der Geburt nicht miteinander verheiratet sind. Im öffentlichen Recht haben Behörden und Verwaltungen das Elternrecht als unmittelbar geltendes Grundrecht zu beachten (Bindung wegen Art. 1 Abs. 3 GG).
Die Eltern des Kindes sind Mutter und Vater. Mutter ist, wer das Kind geboren hat (§ 1591 BGB). Im Falle einer – in Deutschland ohnehin verbotenen – Eispende ist also nicht etwa die Spenderin Mutter, sondern die Frau, die das Kind austrägt und gebiert. Vater ist der Mann, der zum Zeitpunkt der Geburt mit der Mutter des Kindes verheiratet ist, sonst wer die Vaterschaft anerkannt hat, sonst derjenige, dessen Vaterschaft gerichtlich festgestellt ist (§ 1592 BGB). Die gesetzliche Vaterschaft kann von allen Beteiligten angefochten werden (§ 1600 BGB). Der biologische Vater kann dabei die Vaterschaft nur anfechten, wenn zwischen dem gesetzlichen Vater und dem Kind keine sozial-familiäre Beziehung besteht oder im Fall des Todes des gesetzlichen Vaters bestanden hat.

### Inhaber der elterlichen Sorge bei ehelichen Kindern
Bezüglich der elterlichen Sorge wird zwischen dem Sorgerecht am Kinde während des Bestehens der ehelichen Lebensgemeinschaft und dem Sorgerecht am Kinde bei getrenntlebenden Eltern unterschieden. Für das Sorgerecht am ehelichen Kinde kommt es somit auf eine rechtliche Scheidung der Ehe nicht an; maßgeblich ist, ob die Ehe gemeinschaftlich gelebt wird. Freilich kann bei Weiterbestehen der Ehe jeder Teil die Wiederherstellung der ehelichen Lebensgemeinschaft verlangen (§ 1353 Abs. 1 BGB).

#### Eheliche Lebensgemeinschaft
Das Sorgerecht steht in Deutschland für eheliche Kinder beiden verheirateten Elternteilen, welche in ehelicher Lebensgemeinschaft leben, grundsätzlich gemeinsam (§ 1626 Abs. 1 BGB) zu. Die Eltern haben das Sorgerecht gemeinsam und eigenverantwortlich zum Besten des Kindeswohls auszuüben. Bei Meinungsverschiedenheiten zwischen den Eltern über die Art und Weise der Ausübung des Sorgerechts kann das Familiengericht das Entscheidungsrecht einem Elternteil allein übertragen, sofern die Angelegenheit für die Person des Kindes von erheblicher Bedeutung ist und sofern nicht die Entscheidung durch einen Elternteil allein den Interessen des Kindes zuwiderläuft. In der Sache findet hier ein Stichentscheid desjenigen Elternteils statt, welcher von Gerichts wegen dazu ermächtigt wurde. Den Eltern steht das Sorgerecht insoweit nicht zu, als ein Pfleger für die Besorgung der Angelegenheiten des Kindes bestellt worden ist. Stand die elterliche Sorge den Eltern gemeinsam zu und ist ein Elternteil gestorben, so steht die elterliche Sorge dem überlebenden Elternteil zu (§ 1680 Abs. 1 BGB).

#### Getrenntleben der Eltern
Auch bei Getrenntleben und im Fall der Scheidung verbleibt die elterliche Sorge im Regelfall bei beiden Eltern gemeinsam. Wenn einer der Eltern beim Familiengericht beantragt, ihm das Sorgerecht ganz oder in bestimmten Teilbereichen (z. B. Aufenthaltsbestimmung, schulische oder medizinische Angelegenheiten) allein zu übertragen, hat er damit nur dann Erfolg, wenn entweder der andere Elternteil zustimmt (es sei denn, ein mindestens 14 Jahre altes Kind widerspricht) oder wenn das Familiengericht die Übertragung der elterlichen Sorge auf den Antragsteller zum Wohl des Kindes als notwendig erachtet. Voraussetzung hierfür ist, dass die Eltern nicht in der Lage sind, notwendige Entscheidungen für das Kind gemeinsam zu treffen, weil sie z. B. tief zerstritten sind. Bei der Entscheidung des Familiengerichtes, welchem Elternteil es das Sorgerecht überträgt, berücksichtigt es alle Aspekte des Kindeswohls. Dazu gehören u. a. die Bindungen des Kindes zu beiden Eltern, deren Erziehungseignung, ihre jeweilige Bindungstoleranz bzw. Bindungsfürsorge, eine möglichst weitgehende Kontinuität der sozialen Kontakte und des Umfeldes des Kindes sowie schließlich, abhängig vom Alter, die Wünsche des Kindes selbst.

Siehe hierzu auch den Abschnitt Entzug des Sorgerechts.
Steht den Eltern das Sorgerecht gemeinsam zu, so trifft derjenige Elternteil, bei dem sich das Kind mit Einwilligung des anderen Elternteils oder auf Grund einer gerichtlichen Entscheidung aufhält, die Entscheidungen für das Kind in Angelegenheiten des täglichen Lebens (§ 1687 Abs. 1 Satz 2 BGB). Als Angelegenheiten des täglichen Lebens gelten u. a. Schulalltag, Anmeldung zum Nachhilfeunterricht oder Sportverein, Essensfragen, Fernsehkonsum, Kleidung, Umgang mit Freunden und Verwandten, Besuch von Sport- oder Kulturveranstaltungen, die gewöhnliche medizinische Versorgung, Taschengeld, Verwaltung üblicher Geldgeschenke durch Verwandte, Zustimmung nach § 110 BGB (Eigentumserwerb durch Verwendung von Taschengeld) und alle anderen häufig vorkommenden Situationen, die eine sorgerechtliche Entscheidung erfordern, deren Auswirkungen auf die Entwicklung des Kindes aber ohne Aufwand wieder abänderbar sind.
Das gemeinsame Sorgerecht wirkt sich daher nur in solchen Angelegenheiten aus, deren Regelung für das Kind von erheblicher Bedeutung ist. Dies sind u. a. der gewöhnliche Aufenthalt des Kindes (bei welchem Elternteil wohnt das Kind?), ein Umzug des betreuenden Elternteils mit dem Kind, Schulwechsel, Umschulung, Berufswahl, Wechsel des Kindes in ein Heim oder Internat, Taufe, schwere medizinische Eingriffe und Reisen kleiner Kinder in ihnen nicht vertraute Kulturkreise bei mehrstündigen Flügen.
Es ist auch möglich, dass einem Elternteil nur Teilbereiche der elterlichen Sorge alleine zugesprochen werden (§ 1671 Abs. 2 BGB). Dies kann die Personensorge, insbesondere das Aufenthaltsbestimmungsrecht, die Gesundheitsfürsorge, das Erziehungsrecht, die Vermögenssorge, die Sorge in Ausbildungsangelegenheiten oder die gesetzliche Vertretung sein.

### Inhaber der elterlichen Sorge bei nichtehelichen Kindern
| Land             | Anteil nichtehelicher Geburten | Jahr Quelle |
| ---------------- | ------------------------------ | ----------- |
| Deutschland      | 13 %                           | 1938        |
| Deutschland      | 15 %                           | 1990        |
| Deutschland      | 29 %                           | 2005        |
| Deutschland      | 30 %                           | 2006        |
| Westdeutschland  | 24 %                           | 2006        |
| Ostdeutschland   | 35 %                           | 1990        |
| Ostdeutschland   | 50 %                           | 2000        |
| Ostdeutschland   | 60 %                           | 2006        |
| Österreich       | 37 %                           | 2005        |
| Großbritannien   | 43 %                           | 2005        |
| Dänemark         | 46 %                           | 2005        |
| Frankreich       | 48 %                           | 2005        |
| Norwegen         | 52 %                           | 2005        |
| Schweden         | 55 %                           | 2005        |
| Island           | 66 %                           | 2005        |
| Griechenland     | 05 %                           | 2005        |
| Italien, Schweiz | 13 %                           | 2005        |

Sind die Eltern bei der Geburt nicht miteinander verheiratet, steht ihnen die elterliche Sorge positiviert jedenfalls dann gemeinsam zu, a) wenn die Mutter und der rechtliche Vater eine förmliche „Willenserklärung zur gemeinsamen Ausübung der elterlichen Sorge“ abgeben (Sorgeerklärung), b) wenn die Eltern einander heiraten oder c) das Familiengericht den Eltern gemeinsam die elterliche Sorge überträgt. Die Aufzählung in § 1626a Abs. 1 BGB ist nicht abschließend.
Der nichteheliche Vater des Kindes konnte bis Juli 2010 eine gemeinsame elterliche Sorge im Allgemeinen nur erlangen, wenn die Mutter mit einer Sorgeerklärung zustimmt, sofern die Mutter nicht anderweitig verheiratet ist. Diese Regelung war Gegenstand heftiger rechtspolitischer Auseinandersetzungen. Eine Ausnahmeregelung bestand nur für bestimmte „Altfälle“, in denen sich Eltern bereits vor der Kindschaftsrechtsreform – also vor Juli 1998 – getrennt hatten und somit eine Sorgeerklärung seinerzeit nicht öffentlich beurkunden lassen konnten (Art. 224 § 2 Abs. 3 und 4 EGBGB). In diesen Fällen konnte unter Umständen das Familiengericht auf Antrag eines Elternteils die Sorgeerklärung des anderen Elternteils ersetzen, wenn die gemeinsame elterliche Sorge dem Kindeswohl dient.
Diese Regelung entstammte der herkömmlichen Vorstellung, dass Ehe und Familie sich möglichst decken sollen. Nichteheliche Kinder entstammten nach diesem Leitbild z. B. einer außerehelichen Beziehung oder einer flüchtigen Affäre, wobei von Seiten des Vaters geringes Interesse an dem Kind bestehe, so dass sich die Frage eines Sorgerechts in solchen Fällen nicht stelle. Kommt es nach der Zeugung zur Heirat, so wird auch der Vater am Sorgerecht beteiligt. Durch die Eheschließung steht ihm dann das gemeinsame Sorgerecht für das (erwartete) Kind zu.
Diese gesetzliche Grundkonzeption entsprach nach einer vielfach vorgetragenen Meinung nicht mehr der gesellschaftlichen Wirklichkeit. Heute leben vielfach Kinder in einer Familie, in der die Eltern nicht miteinander verheiratet sind, z. B. in einer sogenannten Patchworkfamilie (von Juristen auch Stieffamilie genannt). 2007 war etwa jedes vierte (1996: etwa jedes sechste) Kind in den alten Bundesländern und 57 % aller in den neuen Bundesländern geborenen Kinder unehelich. In solchen Fällen scheine es nicht angezeigt, dass dem Vater nicht kraft seiner Vaterrolle (oder seines Willens allein), sondern erst durch gleichsinnige öffentlich beurkundete Willenserklärung der Mutter ein Sorgerecht eingeräumt werden könne. Erfolgt die Sorgeerklärung nicht formgerecht und zerfällt die uneheliche Lebensgemeinschaft mit Kindern, sind die Chancen des Vaters, das Sorgerecht für ein nichteheliches Kind vom Familienrichter übertragen zu bekommen, deutlich schlechter als die Chancen eines vergleichbaren Vaters eines ehelichen Kindes.
Das Bundesverfassungsgericht hielt 2003 das Konzept des § 1626a BGB für „derzeit im Wesentlichen verfassungsgemäß“. Die Zuweisung der elterlichen Sorge nichtehelicher Kinder nach der Geburt zunächst allein an die Mutter des Kindes diene der Rechtssicherheit. Trotz entgegenstehender Einzelfälle könne der Gesetzgeber in der heutigen Zeit noch nicht davon ausgehen, dass nichteheliche Kinder in eine eheähnliche Situation hineingeboren werden oder eine hinreichende Fürsorge mit dem Ziel des seelischen und leiblichen Wohls garantiert werden könne. Vielmehr müsse auch von dem wohl noch häufiger auftretenden Fall ausgegangen werden, dass der Vater sich nicht für sein Kind interessiere.
Im Dezember 2009 entschied der Europäische Gerichtshof für Menschenrechte im Fall Zaunegger vs. Deutschland jedoch, dass die deutsche Regelung gegen die Europäische Menschenrechtskonvention verstößt. Das Bundesverfassungsgericht entschied daraufhin am 21. Juli 2010, dass die gesetzlichen Regelungen in § 1626a Abs. 1 Nr. 1 und § 1672 Abs. 1 BGB, welche Väter generell von der Sorgetragung für ihr Kind ausschließen, mit Art. 6 Abs. 2 GG unvereinbar sind. Das Bundesverfassungsgericht ordnete in seiner Entscheidung zugleich vorläufig (bis zu einer gesetzlichen Neuregelung) an, dass die Familiengerichte den Eltern auf Antrag eines Elternteils die elterliche Sorge oder einen Teil der elterlichen Sorge gemeinsam übertragen sollen, soweit zu erwarten ist, dass dies dem Kindeswohl entspricht (s. Abs. 75).
Der Gesetzgeber reagierte im März 2013 mit dem Gesetz zur Reform der elterlichen Sorge nicht miteinander verheirateter Eltern. Wirkt die nichteheliche Mutter an einer beurkundeten Sorgerechtserklärung nicht mit, steht dem Vater nun die Möglichkeit offen, einen formlosen Antrag beim Familiengericht zu stellen. Die Entscheidung soll in einem vereinfachten Verfahren geschehen, denn der Gesetzgeber geht nunmehr davon aus, dass die gemeinsam ausgeübte elterliche Sorge in der Regel dem Wohl des Kindes nicht widerspricht (§ 1626a Abs. 2 BGB). Der uneheliche Vater muss nicht nachweisen, dass das gemeinsame Sorgerecht dem Kindeswohl zugutekommt. Vielmehr gilt das Prinzip der „negativen Kindeswohlprüfung“: Die Richter sprechen den Eltern demnach das gemeinsame Sorgerecht zu, falls dies dem Kindeswohl nicht widerspricht. Das Gericht muss der Mutter vor seiner Entscheidung die Möglichkeit geben, innerhalb einer Frist von mehreren Wochen Einwände gegen das gemeinsame Sorgerecht vorzubringen. Falls die Mutter keine Gründe gegen das gemeinsame Sorgerecht vorträgt, soll das Gericht nach Aktenlage entscheiden – also ohne persönliche Anhörung der Eltern oder der Vertreter des Jugendamts. Die in der Gesellschaft zu beobachtende Vielzahl familiärer Konstellationen (bei nichtehelichen Eltern und ihren Kindern) lässt nach wie vor eine differenzierte Betrachtung zu. Die am 19. Mai 2013 inkraftgetretene Gesetzesänderung berücksichtigt nun auch das Recht des nichtehelichen Vaters auf Familie nach europäischem Standard hinsichtlich einer Rechtsweggarantie (s. dazu Entscheidung des Europäischen Gerichtshofes für Menschenrechte vom 3. Dezember 2009).

### Sorgerechtliche Befugnisse des Ehegatten
Derjenige, welcher selbst kein Elternteil aber Ehepartner eines Elternteils mit Sorgerecht ist (also Stiefelternteil), hat im Einvernehmen mit dem sorgeberechtigten Elternteil die Befugnis zur Mitentscheidung in Angelegenheiten des täglichen Lebens des Kindes (§ 1687b BGB). Bei Gefahr im Verzuge ist dieser Ehepartner berechtigt, alle für das Wohl des Kindes erforderlichen Rechtshandlungen vorzunehmen; der mit ihm verheiratete Elternteil ist unverzüglich zu unterrichten. Das Familiengericht kann die Befugnis des Ehepartners zur Mitentscheidung einschränken oder ausschließen.

### Entscheidungsbefugnis des nicht sorgeberechtigten Elternteils
Dem Elternteil, der nicht Inhaber der elterlichen Sorge ist, steht für die Zeit, in der sich das Kind rechtmäßig bei ihm aufhält, die Entscheidungsbefugnis in Angelegenheiten des täglichen Lebens zu (§ 1687a in Verbindung mit § 1687 Abs. 1 Satz 4 BGB) sowie eine bedingte Vertretungsbefugnis bei Gefahr im Verzug (§ 1629 Abs. 1 Satz 4 BGB in Verbindung mit § 1687 Abs. 1 Satz 5 BGB; sogenannte Notvertretung).

### Elternvereinbarungen nicht miteinander verheirateter Eltern
Das Vereinbaren von Regelungen zu Grundsätzen der Erziehung eines gemeinsamen Kindes oder über die Beteiligung des Vaters an der Erziehung, Pflege und Beaufsichtigung bleibt Eltern, die nicht miteinander verheiratet sind, unbenommen. Insbesondere im Verlöbnis sind Absprachen über eine gemeinsame Zukunft mit Kind üblich und können in der Gestalt des Ehevertrags oder in der Gestalt der privaten Willenserklärung (z. B. § 133 BGB, § 416 ZPO) in familienverträglicher Weise Konzepte für die Wahrnehmung der elterlichen Sorge ‚ohne standesamtlichen Trauschein‘, aber auch für den Fall der Trennung bei gemeinsamem Kind beinhalten.

### Sorgerechtliche Befugnisse von Pflegeeltern
Befindet sich ein Kind in Familienpflege (§ 33 SGB VIII), können die Pflegeeltern über Angelegenheiten des täglichen Lebens entscheiden, den Arbeitsverdienst des Kindes verwalten und Unterhalts- und Sozialleistungen beantragen (§ 1688 BGB). Das Jugendamt soll bei Streitigkeiten zwischen Pflegeeltern und leiblichen Eltern vermitteln (§ 38 SGB VIII).

### Übertragung auf einen Pfleger oder Vormund
Bei Bedarf können vom Familiengericht weitere Teilbereiche definiert und vom Vormundschaftsgericht auf Ergänzungspfleger übertragen werden. Dies kommt bei Auseinandersetzungen um das Sorgerecht beziehungsweise Kindeswohl vor, wenn beispielsweise die Gesundheitspflegschaft auf Pflegeeltern oder das Aufenthaltsbestimmungsrecht auf das Jugendamt übertragen werden. Wird das Sorgerecht hingegen im Ganzen übertragen, spricht man von Vormundschaft.

### Ruhen und Entfall der elterlichen Sorge
Unter bestimmten Umständen ruht die elterliche Sorge mit der Folge, dass der Elternteil diese nicht ausüben kann. (§ 1675 BGB). Es wird hier unterschieden zwischen:
- Ruhen aus rechtlichen Gründen (§ 1673 BGB): ist der Elternteil geschäftsunfähig oder in der Geschäftsfähigkeit beschränkt, ruht die elterliche Sorge. Ist der Elternteil noch minderjährig und allein deswegen in der Geschäftsfähigkeit beschränkt, steht ihm aber immer noch die Personensorge zu. Gibt es keinen anderen Elternteil und ist aus dem Grund ein Vormund bestellt, gilt in Fragen zur Personensorge im Streitfall der Stichentscheid des minderjährigen Elternteils.
- Ruhen aus tatsächlichen Gründen (§ 1674 BGB): auf Antrag kann das Familiengericht feststellen, dass der Elternteil tatsächlich an der Ausübung der elterlichen Sorge gehindert ist. Dies ist etwa dann der Fall, wenn der Elternteil freiheitsentziehend untergebracht ist, wie zum Beispiel in einer Justizvollzugsanstalt. Die elterliche Sorge lebt erst wieder auf, wenn das Familiengericht dies feststellt.
- Vertrauliche Geburt (§ 1674a BGB): im Falle der vertraulichen Geburt ruht die elterliche Sorge der Mutter, solange sie ihre Anonymität nicht aufgibt.

Die elterliche Sorge entfällt vollständig:
- wenn der Elternteil stirbt (§ 1680 BGB) oder für tot erklärt wird (§ 1677 BGB)
- wenn dem Elternteil die elterliche Sorge durch das Familiengericht entzogen wird (§ 1666 Abs. 3 Satz 1 Punkt 5 BGB)

Ruht die elterliche Sorge eines Elternteils, steht die elterliche Sorge in der Regel dem anderen Elternteil zu. Stand die elterliche Sorge allein dem Elternteil zu, dessen elterliche Sorge ruht, und ist nicht abzusehen, dass die elterliche Sorge in Zukunft wieder aufleben wird, hat das Familiengericht die elterliche Sorge auf den anderen Elternteil zu übertragen, wenn dies dem Wohl des Kindes nicht widerspricht. (§ 1678 BGB) Dasselbe gilt für den Entfall der elterlichen Sorge. (§ 1680 BGB) Wurde ein Elternteil für tot erklärt und es stellt sich später heraus, dass der Elternteil lebt, kann ihm auf Antrag die elterliche Sorge rückübertragen werden, wenn dies dem Wohl des Kindes nicht widerspricht. (§ 1681 BGB)
Lebte das Kind längere Zeit zusammen mit einem Stiefelternteil oder mit umgangsberechtigten Verwandten (Großeltern, Geschwister) und will der verbliebene Elternteil das Kind zu sich holen, kann das Familiengericht auf Antrag den Verbleib des Kindes an seinem bisherigen Wohnort anordnen, wenn andernfalls das Kindeswohl gefährdet wäre. (§ 1682 BGB)

## Inhalt der elterlichen Sorge

### Rechtsnatur
Die elterliche Sorge ist ein dem Interesse des minderjährigen Kindes dienendes gesetzliches Schutzverhältnis. Sie stellt ein durch Pflichten gebundenes, gegenüber jedermann wirkendes („absolutes“) Recht dar. Im Vordergrund steht hierbei die elterliche Verantwortung und damit der Pflichtcharakter.
Die elterliche Sorge legt Befugnisse des Sorgerechtsinhabers gegenüber dem Kind selbst fest („positive Funktion“). Außerdem kann der Sorgerechtsinhaber andere Personen, die auf das Kind widerrechtlich einwirken, von dieser Einwirkung ausschließen („negative Funktion“). Die elterliche Sorge hat damit eine Doppelnatur: Einerseits begründet es ein Recht am Kinde, andererseits begründet es ein Recht gegenüber Dritten, welche unzulässig auf das Kind einwirken.

#### Wirkung gegenüber dem Kind
Die positive Funktion der elterliche Sorge beinhaltet aber keinesfalls das Recht mit dem Kind nach Willkür zu schalten. Vielmehr legt das BGB die Befugnisse des Sorgerechtsinhabers im Einzelnen fest. Demnach zerfällt das Sorgerecht inhaltlich in mehrere Teilbereiche. In § 1626 Abs. 1 Satz 2 BGB sind ausdrücklich die Personensorge und Vermögenssorge (früher: Vermögensverwaltung) genannt. Daneben wird unter die elterliche Sorge noch die Befugnis des Sorgerechtsinhabers das Kind rechtsgeschäftlich und vor Gericht wirksam zu vertreten (§ 1629 BGB) gefasst.

#### Wirkung gegenüber Dritten
Das Sorgerecht beinhaltet auch das Recht, jedermann von der Einwirkung auf das Kind auszuschließen (Ausschließungsfunktion gegen Dritte). Nimmt jemand das Kind in seinen Besitz, ohne dazu befugt zu sein, kann der Sorgerechtsinhaber Herausgabe des Kindes verlangen (§ 1632 Abs. 1 BGB). Wird das Sorgerecht in anderer Weise als durch Vorenthaltung des Kindes durch einen Dritten verletzt (z. B. Verletzung des Rechts, den Umgang des Kindes auch mit Wirkung für und gegen Dritte zu bestimmen, § 1632 Abs. 2 BGB), dann kann der Inhaber des Sorgerechts diesen zum Zwecke der tatsächlichen Wiederherstellung seines Rechts auf Beseitigung der Verletzung (§ 1004 Abs. 1 Satz 1 BGB analog) in Anspruch nehmen sowie bei Besorgnis weiterer Verletzungen auf Unterlassung (§ 1004 Abs. 1 Satz 2 BGB analog). Dies gilt nicht, wenn der Sorgerechtsinhaber zur Duldung verpflichtet ist (§ 1004 Abs. 2 BGB analog). Eine Verpflichtung des Sorgerechtsinhabers zur Duldung kann sich aus einer Umgangsregelung durch das Familiengericht ergeben. Dem Störer kann zur zwangsweisen Durchsetzung des Sorgerechts ein Ordnungsgeld nach § 89 FamFG (früheres Recht:Zwangsgeld oder eine Zwangshaft nach § 888 Abs. 1 ZPO im Rahmen der Zwangsvollstreckung) auferlegt werden. Verletzt ein anderer das Sorgerecht schuldhaft, so kann der Sorgerechtsinhaber, soweit ihm ein Schaden entstanden ist, Schadensersatz nach § 823 BGB verlangen.

#### Pflichtgebundenheit des Sorgerechts
Von einem absoluten Herrschaftsrecht unterscheidet sich das Sorgerecht dadurch, dass der Sorgerechtsinhaber, auch soweit das BGB inhaltliche Befugnisse am Kinde einräumt, diese nur zum Besten des Kindeswohls ausüben darf. Das Sorgerecht räumt daher keine ausschließliche Willensmacht ein. Es ist vielmehr zweckgebunden. So sind die Fähigkeiten des Kindes und sein Bedürfnis zu selbständigem verantwortungsbewussten Handeln zu berücksichtigen. Der Sorgerechtsinhaber hat bei der Berufswahl des Kindes auf dessen Eignung und Neigung Rücksicht zu nehmen. Das Sorgerecht muss gewaltfrei ausgeübt werden. Zum Wohl des Kindes gehört in der Regel der Umgang mit beiden Elternteilen usw.
Seit dem Kindschaftsrechtsreformgesetz, das am 1. Juli 1998 in Kraft trat, wurde der Pflichtcharakter der elterlichen Sorge deutlicher unterstrichen: Eltern haben zuvörderst die Pflicht – und dazu auch das Recht – zur elterlichen Sorge. Es handelt sich somit um ein pflichtgebundenes Recht, über das nach Art. 6 GG die staatliche Gemeinschaft wacht. Das staatliche Wächteramt nehmen in erster Linie das Jugendamt und das Familiengericht wahr. Die Sorgerechtsinhaber haben bei der Ausübung des Sorgerechts nur diejenige Sorgfalt zu vertreten, welche sie in eigenen Angelegenheiten anzuwenden pflegen.
Das Recht zur Ausübung der elterlichen Sorge durch einen Elternteil allein ist wegen der zu beachtenden Rechte des Kindes und des anderen Elternteils kein unbeschränktes Recht. So gibt es z. B. beim Aufenthaltsbestimmungsrecht eines alleinerziehenden Elternteils beachtliche Schwellen und Grenzen, damit das Umgangsrecht (§ 1684 Abs. 2 BGB) wie auch das gegenseitige Beistandsrecht (§ 1618a BGB) wirksam zur Geltung kommen kann und nicht an einer zu großen Entfernung scheitert. Bei widerstreitenden Interessen bezüglich des tatsächlichen Aufenthaltsortes des Kindes und dabei zutage tretenden Kollisionen von Grundrechten der Mutter, Grundrechten des Kindes und Grundrechten des Vaters ist in sozialer Weise praktische Konkordanz anzustreben und herzustellen.
Bezieher von Arbeitslosengeld II können gemäß einem Urteil des Bundessozialgerichts Kassel von 7. November 2006 in Ausnahmefällen Fahrtkosten, die ihnen aufgrund des Umgangs mit den Kindern entstehen, gegenüber dem Sozialamt geltend machen.
Übersichtstabelle
| Sorgerecht               | Personensorge | Vermögenssorge | Vertretung des Kindes |
| ------------------------ | --- | --- | --- |
| Recht gegenüber dem Kind | Recht und Pflicht das Kind zu pflegen, zu erziehen, zu beaufsichtigen und seinen Aufenthalt zu bestimmen | - Recht, das Vermögen des Kindes in Besitz zu nehmen *Recht, das Vermögen des Kindes zu verwalten; dies gilt nicht für Vermögen des Kindes, das dieses von Dritten unentgeltlich oder von Todes wegen mit der Bestimmung erworben hat, dass es der Verwaltung der Eltern entzogen sein solle | Recht, für und gegen das Kind Willenserklärungen abzugeben und Prozesshandlungen vorzunehmen (Das Recht des Sorgerechtsinhabers, das Vermögen des Kindes zu verwalten, schließt im Umkehrschluss ein Weisungsrecht des vertretenen Kindes an den Sorgerechtsinhaber als Vertreter des Kindes aus.) |
| Rechtsgrundlagen         | § 1631 Abs. 1 BGB | §§ 1638 ff. BGB | § 1629 in Verbindung mit §§ 164 ff. BGB |
| Recht gegenüber Dritten  | - Anspruch auf Herausgabe des Kindes bei widerrechtlicher Vorenthaltung durch einen Dritten - Anspruch auf Beseitigung einer Verletzung, welche nicht in einer Vorenthaltung des Kindes besteht (z. B. das Recht den Umgang des Kindes mit Wirkung gegen Dritte zu bestimmen) - Anspruch auf Unterlassung bei Besorgnis weiterer Verletzungen - Anspruch auf Schadensersatz bei Verletzung des Sorgerechts | - Anspruch auf Herausgabe des Besitzes bei Besitzentziehung durch verbotene Eigenmacht - Anspruch auf Herausgabe des Besitzes, wenn der Besitzer kein Recht zum Besitz hat - Anspruch auf Beseitigung einer Besitzstörung, welche nicht in einer Besitzentziehung liegt, durch verbotene Eigenmacht Anspruch auf Unterlassen bei Besorgnis weiterer Besitzstörungen durch verbotene Eigenmacht - Anspruch auf Beseitigung einer Verletzung des Rechts zum Besitz, welche nicht in der Entziehung des Besitzes besteht - Anspruch auf Unterlassung bei Besorgnis weiter Verletzungen des Rechts zum Besitz *Anspruch auf Schadensersatz bei Verletzung des Rechts zum Besitz | die Vertretungsmacht räumt keine Rechte gegenüber Dritten, sondern nur eine Chance des Sorgerechtsinhabers ein, das Recht, für das Vermögen und die Person des Kindes zu sorgen, mit Hilfe von Rechtsgeschäften, Prozesshandlungen oder sonstigen Willenserklärungen zu gestalten.                 |
| Rechtsgrundlage          | - § 1632 Abs. 1 BGB - § 1004 Abs. 1 Satz 1 analog, 1632 Abs. 2 BGB - §§ 1004 Abs. 1 Satz 2 analog, 1632 Abs. 2 BGB - § 823 Abs. 1 oder Abs. 2 BGB | - § 861 BGB - § 1007 BGB - § 862 Abs. 1 Satz 1 BGB - § 862 Abs. 1 Satz 2 BGB - § 1004 Abs. 1 Satz 1 BGB analog - § 1004 Abs. 1 Satz 2 BGB - § 831 Abs. 1 BGB | |

### Personensorge
Die Personensorge umfasst unter anderem die Pflege, Beaufsichtigung und Erziehung des Kindes sowie das Recht, seinen Aufenthalt zu bestimmen. Wird das Aufenthaltsbestimmungsrecht am Kinde durch Dritte durch widerrechtliche Vorenthaltung des Kindes gestört, kann der Inhaber der Personensorge von dem Dritten Herausgabe verlangen. Pflegt eine dritte Person, welche nicht Inhaber der Personensorge ist, mit dem Kinde Umgang, kann der Inhaber der Personensorge den Dritten hinsichtlich des Umgangs mit dem Kinde auf Unterlassung in Anspruch nehmen oder den Umgang beschränken. Hierbei hat der Personensorgerechtsinhaber jedoch stets das Wohl des Kindes zu beobachten; nach § 1626 Abs. 3 BGB gehört in der Regel der Umgang mit beiden Eltern und der Umgang mit Personen, zu welchen das Kind Bindungen besitzt, zum Kindeswohl. Das Familiengericht kann den Umgang des Kindes näher regeln (§§ 1684 f. BGB).
Bei der Erziehung des Kindes ist zu beachten, dass das Kind ein Recht auf gewaltfreie Erziehung hat. Das schließt nun die Anwendung von Zuchtmitteln aus (§ 1631 Abs. 2 BGB). Bei der Erziehung ist bezogen auf die Schul- und Ausbildung auf die Neigung und auf die Fähigkeit des Kindes Rücksicht zu nehmen. Kraft ihres Rechts das Kind zu pflegen, können die Sorgerechtsinhaber nicht in die Sterilisation des Kindes einwilligen. Das Recht, den Aufenthalt des Kindes zu bestimmen, umfasst nur bei Gefahr im Verzuge eine Unterbringung des Kindes, die mit einer Freiheitsentziehung verbunden ist. Ohne Gefahr im Verzuge ist die Genehmigung des Familiengerichts einzuholen.
Die Personensorge für ein minderjähriges Kind, das verheiratet ist, beschränkt sich auf die Vertretung in persönlichen Angelegenheiten.
Ist im sozialrechtlichen Verfahren der Kinder- und Jugendhilfe (s. SGB VIII) die Rede von Personensorgeberechtigter und Erziehungsberechtigter, so ist für die Begriffsbestimmung § 7 SGB VIII und für die Beteiligtenstellung bzw. für das Heranziehen von Beteiligten im Verfahren § 12 SGB X maßgeblich.

### Vermögenssorge
Die Vermögenssorge umfasst die Verwaltung des Vermögens des Kindes. Die Sorge für das Vermögen des Kindes beinhaltet das Recht des Sorgerechtsinhabers, das Vermögen des Kindes in seinen Besitz zu nehmen (Recht zum Besitz). Des Weiteren betrifft die Vermögenssorge sämtliche vermögensrechtlichen Entscheidungen, welche das Kindsvermögen berühren (Verwendung des Kindesvermögens durch Anlage oder Verbrauch). Dabei hat der Sorgerechtsinhaber das Kindsvermögen wirtschaftlich anzulegen (d. h. verzinslich), soweit es nicht zur Bestreitung der Ausgaben bereitzuhalten ist. Anders als im früheren Familienrecht erwirbt der Sorgerechtsinhaber kein Nutzungsrecht (das Recht, Früchte wie Zinsen, Mieten und sonstige Gebrauchsvorteile zu ziehen) mehr am Kindsvermögen. Als Ausgleich trägt er aber auch nicht mehr dessen Lasten. Statt eines solchen Nutzungsrechts kann der Sorgerechtsinhaber die Einkünfte aus dem Kindesvermögen aber zum Bestreiten der Verwaltungskosten oder des Unterhalts für das Kind oder seiner minderjährigen, unverheirateten Geschwister verwenden.
Die Vermögensverwaltung erstreckt sich nicht auf das Vermögen, welches das Kind von Todes wegen erwirbt oder welches ihm unter Lebenden unentgeltlich zugewendet wird, wenn der Erblasser durch letztwillige Verfügung, der Dritte bei der Zuwendung bestimmt hat, dass der Erwerb von der Verwaltung durch den Sorgerechtsinhaber ausgeschlossen sein soll. Zu diesem Vermögen gehört auch dasjenige, das das Kind auf Grund eines Rechtes oder als Ersatz für die Zerstörung, Beschädigung oder Entziehung eines zu dem Vermögen gehörenden Gegenstands oder durch ein Rechtsgeschäft erwirbt, das sich auf dieses Vermögen bezieht. Der Erblasser oder der Dritte können auch bestimmen, dass die Verwaltung nur einem Elternteil obliegen soll; er kann dem Sorgerechtsinhaber auch bestimmte Anordnungen erteilen, welche er bei der Verwaltung des dem Kinde zugewendeten Vermögen zu beachten hat. Über ein Vermögen, welches das Kind von Todes wegen erwirbt, hat der Sorgerechtsinhaber ein Vermögensverzeichnis zu führen und beim Familiengericht einzureichen, es sei denn, dass das erworbene Vermögen 15.000 € nicht übersteigt oder dass der Erblasser eine abweichende Anordnung getroffen hat.

### Vertretungsmacht
Das Vertretungsrecht beinhaltet die Prozessführung für die Kinder und die Wahrung der Rechte der Kinder. Die Vertretungsmacht steht, sofern die Eltern Sorgerechtsinhaber sind, beiden gemeinsam zu; Empfangsvertreter des Kindes ist jeder alleine. Ist Gefahr im Verzug, kann auch ein Elternteil das Kind ausnahmsweise alleine vertreten. Eine Willenserklärung oder eine Prozesshandlung, welche der Sorgerechtsinhaber im Namen des Kindes abgibt, wirkt für und gegen das Kind (§ 164 BGB). Eine Weisungsbefugnis des vertretenen Kindes an seinen Vertreter kommt nicht in Betracht, weil vermögensrechtliche Entscheidungen bezüglich des Kindsvermögens durch die Vermögenssorge wahrgenommen werden. Die Vertretungsmacht des Sorgerechtsinhabers ist damit die kleine Schwester der Vermögenssorge, mit deren Hilfe Entscheidungen, die im Rahmen der Vermögenssorge getroffen wurden, gegenüber Dritten realisiert werden können.
Um einem Vermögensverfall des Kindes vorzubeugen, ist der Vertretungsberechtigte an bestimmte Regeln gebunden. Er kann nicht in Vertretung des Kindes Schenkungen machen (außer Schenkungen, die einer sittlichen Pflicht oder eine auf den Anstand zu nehmenden Rücksicht entsprechen). Etliche Rechtsgeschäfte sind durch das Vormundschaftsgericht genehmigungspflichtig (z. B. Verfügungen über Grundstücke; entgeltlicher Erwerb oder Veräußerung eines Erwerbsgeschäfts usw.). Dies gilt auch für die Ausschlagung einer Erbschaft oder eines Vermächtnisses oder den Verzicht auf einen Pflichtteil. Der Sorgerechtsinhaber soll auch kein Erwerbsgeschäft ohne Genehmigung des Familiengerichts im Namen des Kindes eröffnen.
Der Gesetzgeber hat, der Rechtsprechung des Bundesverfassungsgerichts folgend, aber in § 1629a BGB eine Beschränkung der Haftung des Kindes für das rechtsgeschäftliche Handeln des Vertretungsbefugten derart festgesetzt, dass sich die Haftung des Kindes für das Handeln seines Vertreters mit dem Eintritt seiner Volljährigkeit auf sein Vermögen beschränkt. Daraus ergibt sich ein Recht des Kindes auf schuldenfreien Eintritt in die Volljährigkeit.
Ist das Kind sieben Jahre oder älter, kann es neben der Vertretung durch den Sorgerechtsinhaber ohne dessen Zustimmung Rechtsgeschäfte tätigen, durch die es lediglich einen rechtlichen Vorteil erlangt (§ 107 BGB). Für Rechtsgeschäfte, die (auch) einen Nachteil begründen, etwa einen Kaufvertrag, bedarf das Kind der Einwilligung oder Genehmigung des gesetzlichen Vertreters, es sei denn, das Rechtsgeschäft wird mit Taschengeld bewirkt (§ 110 BGB). (s. a. Beschränkte Geschäftsfähigkeit)

## Maßregeln betreffend die Ausübung und Entzug des Sorgerechts
Bei Gefährdung des leiblichen, seelischen oder geistigen Wohls des Kindes durch Versagen, Vernachlässigung oder Missbrauch der Personensorge, hat das Familiengericht die erforderlichen Maßregeln zu treffen (§ 1666 BGB). Dabei kann das Gericht auch Maßregeln mit Wirkung gegenüber Dritten treffen. Maßregeln, die mit einer Trennung des Kindes von der Familie verbunden sind, dürfen nur getroffen werden, wenn sie verhältnismäßig sind. Ein Entzug der Personensorge darf nur angeordnet werden, wenn andere Maßregeln erfolglos geblieben sind oder ein Entzug zur Abwendung einer Gefahr für das Kind notwendig ist. Vorrangig vor Maßregeln sind öffentliche Hilfen.
Laut Bundesverfassungsgericht erfordert eine Trennung des Kinds von den Eltern bzw. der Entzug des Sorgerechts die Feststellung des Fachgerichts „dass das elterliche Fehlverhalten ein solches Ausmaß erreicht, dass das Kind bei den Eltern in seinem körperlichen, geistigen oder seelischen Wohl nachhaltig gefährdet wäre.“ Art. 6 Abs. 3 GG erlaube es nur dann, „ein Kind von seinen Eltern gegen deren Willen zu trennen, wenn die Eltern versagen oder wenn das Kind aus anderen Gründen zu verwahrlosen droht. Das elterliche Fehlverhalten muss ein solches Ausmaß erreichen, dass das Kind bei den Eltern in seinem körperlichen, geistigen oder seelischen Wohl nachhaltig gefährdet wäre. Dies setzt voraus, dass bereits ein Schaden des Kindes eingetreten ist oder sich eine erhebliche Schädigung mit ziemlicher Sicherheit voraussehen lässt.“
Ist ein Vermögensverfall des Kindes durch Versagen des Sorgerechtsinhabers oder durch Missbrauch seines Sorgerechts zu befürchten, so kann das Familiengericht die erforderlichen Maßregeln (Rechnungslegung an das Familiengericht, Maßregeln zur Vermögensanlage, Sicherheitsleistungen des Sorgerechtsinhabers) zur Vermögenssicherung treffen.
2007 forderte die damalige Familienministerin Ursula von der Leyen Möglichkeiten für Familiengerichte, schneller einzugreifen und beispielsweise Eltern zu einem Anti-Gewalt-Training zu verpflichten. Bei Verweigerung müsse in letzter Konsequenz ein Entzug des Sorgerechts möglich sein.
Auf welche Person das Sorgerecht im Falle seines Entzugs durch das Familiengericht übergeht, ist der obigen Übersichtstabelle zu entnehmen. Laut Statistischem Bundesamt wurde im Jahre 2004 in der Bundesrepublik Deutschland in insgesamt 8.527 Fällen das Sorgerecht ganz oder teilweise entzogen. Im Jahr 2011 wurde in 12.700 Fällen gerichtlich der vollständige oder teilweise Entzug des Sorgerechts angeordnet.
Mit der elterlichen Sorgepflicht korrespondiert auch der Straftatbestand der Verletzung der Fürsorge- oder Erziehungspflicht, (§ 171 StGB).

## Historische Entwicklung
In der Urfassung des am 1. Januar 1900 in Kraft getretenen BGB stand nur das Recht zur Personensorge den miteinander verheirateten Eltern gemeinsam zu. Die übrigen Bestandteile der elterlichen Gewalt (Vermögensverwaltung und Vertretung des Kindes) oblagen alleine dem Vater. Waren die Eltern bei der Ausübung der Personensorge uneins, entschied die Auffassung des Vaters (Stichentscheid des Vaters). Am Vermögen des Kindes erwarb der Vater ein Nutzungsrecht. Im Gegenzug hatte er auch die Lasten des Kindsvermögens zu tragen. War der Vater verstorben, übte die Mutter alleine die elterliche Gewalt aus, sofern der Vater nicht durch Vertrag oder Testament einen Beistand eingesetzt hatte.

### Westdeutschland
Durch das am 1. Juli 1958 in Kraft getretene Gleichberechtigungsgesetz wurde auch die Nutznießung am Kindesvermögen abgeschafft.
Bei unehelichen Kindern hatte der Vater keine Möglichkeit, die elterliche Gewalt zu erwerben, wenn er nicht die Mutter heiratete oder eine Ehelichkeitserklärung abgab. Vielmehr wurde für das väterliche Sorgerecht ein Vormund bestellt. Die Mutter konnte jedoch ab 1962 die elterliche Gewalt beantragen (Ermessensentscheidung des Vormundschaftsgerichts), durch das am 1. Juli 1970 in Kraft getretene Nichtehelichengesetz erhielt sie grundsätzlich die elterliche Gewalt.

### DDR
In der DDR gab das Gesetz über den Mutter- und Kinderschutz und die Rechte der Frau den miteinander verheirateten Eltern die gemeinsame elterliche Sorge, bei unehelichen Kindern hatte die Mutter die elterliche Sorge. Von 1966 bis 1990 war das Familienrecht im Familiengesetzbuch (FGB) geregelt, welches insoweit das BGB ablöste und den 1950 eingeführten Begriff elterliche Sorge durch den Begriff Erziehungsrecht ersetzte. Nach § 45 FGB übten die Eltern das Erziehungsrecht gemeinsam aus. Waren die Eltern nicht miteinander verheiratet, stand das Erziehungsrecht allerdings nur der Mutter zu (§ 46 FGB).

### Nach der Wiedervereinigung
Das am 1. Juli 1998 in Kraft getretene Kindschaftsrechtsreformgesetz ermöglichte ein gemeinsames Sorgerecht auch für nichteheliche Kinder. Einen mit der Mutter gleichberechtigten Anspruch auf das Sorgerecht hatte der Vater eines nichtehelichen Kindes jedoch immer noch nicht: der Gesetzgeber hatte angenommen, dass Mütter in aller Regel nur dann ein gemeinsames Sorgerecht verweigern würden, wenn sie wegen eines elterlichen Konflikts das Kind beschützen wollten. Ein Vater konnte das Sorgerecht grundsätzlich nur dann erhalten, wenn er die Mutter heiratete oder aber die Mutter einem gemeinsamen Sorgerecht zustimmte. Die rechtliche Lage der Väter änderte sich erst mit dem Beschluss des Bundesverfassungsgerichts vom 21. Juli 2010 grundlegend (siehe oben).